# Peterotica
Peterotica (titulado Peterótica en España e Hispanoamérica) es el vigesimocuarto episodio de la cuarta temporada de la serie Padre de familia emitido el 23 de abril de 2006 a través de FOX. El episodio está escrito por Patrick Meighan y dirigido por Kurt Dumas.
La trama se centra en Peter, quien tras quedar decepcionado con un libro erótico decide hacerse escritor por lo que le pide dinero a su suegro para publicarlo. Sin embargo, cuando un conductor imprudente sufre un accidente con su coche mientras escuchaba uno de los audiolibros de Peter, Carter Pewterschmidt recibe una demanda que le deja en la bancarrota.

## Argumento
Cuando Quagmire enseña a sus amigos su negocio familiar, una librería erótica, Peter compra un libro con el que queda decepcionado tras leerlo, por lo que decide escribir una carta a la editorial en la que expone un ejemplo de como debería ser la narrativa que podría mejorar la lectura, tras leerle la carta a sus amigos, estos quedan impresionados y decide escribir un borrador que recibe una gran acogida. Lois, al escuchar de boca de Peter un relato, esta le convence de que vaya a casa de su padre para que le ayude a publicar las obras.
Con solo cinco dólares, las novelas de Peter se convierten en un éxito de ventas hasta tal punto, que algunas son publicadas en formato casete. Mientras un conductor escucha una de las obras de Peter con la narración de Betty White, este sufre un accidente con el coche tras perder el control del vehículo cuando intentaba quitarse la camiseta. Acto seguido, el accidentado demanda al Sr. Pewterschmidt como responsable del accidente. Como resultado, Carter lo pierde todo (la mansión, su fortuna y su mujer le deja por Ted Turner). Furioso, trata de matar a Peter con una escopeta hasta que Lois le persuade y le convence para que se quede en su casa, sin embargo, Carter es incapaz de adaptarse a la clase media.
Mientras, Peter le enseña a su suegro como viven las personas normales, no obstante, Carter echa de menos su vida privilegiada, por lo que convence a Peter para hacer "algo grande" con el que obtener ingresos. Tras varios intentos fallidos, optan por asaltar un tren, pero resulta ser un fracaso. Cuando los dos admiten que jamás volverán a ser ricos, Barbara vuelve con Carter tras anunciarle que se ha divorciado de Ted Turner y que se ha hecho con la mitad de su fortuna para regocijo de Carter, el cual vuelve a despreciar a su yerno. Tras verle decaído, Lois le consuela al comentarle que el dinero no lo es todo en la vida poniendo como ejemplo el día en el que su padre le ofreció 10 millones de dólares que rechazó y que volvería a rechazar para sorpresa de Peter, el cual empieza a pensar en matar a su mujer mientras esta le sigue profesando su amor.

## Producción
Durante la producción del episodio hubo múltiples objeciones, tanto por parte de [las políticas] la cadena como del mismo equipo técnico. El título principal del episodio iba a ser A Connecticut Yankee and King Arthur's Butt, pero la cadena objetó. Otro ejemplo fueron el de la secuencia de los títulos de las novelas de Peter, una de ellas titulada: Catcher in the Eye fue eliminada al hacer referencia a una corrida facial. La escena en la que Peter le narra su nuevo relato a Lois no fue removida, aunque el equipo de producción tuvo algunos problemas sobre que hacer, ya que también había un segundo gag sobre el esperma. Otro cambio fue en la escena en la que Carter Pewterschmidt baja a desayunar con los demás, en el borrador estaba escrito que Lois le preguntara si se había limpiado ante la mala olor, sin embargo la cadena volvió a objetar y tuvieron que cambiarlo a "Te has acordado de tirar de la cadena?".
En un principio iba a haber una subtrama en la que Stewie estaba entrenando para las Olimpiadas, pero al ser molestado por Chris, este construye una máquina que vuelve inteligente a su hermano, pero fue desechada al no tener tanta gracia. La escena de las ratas granjeras del sótano fue eliminada por cuestiones de tiempo. En el argumento se incluyó una escena eliminada que debía ir en un principio en PTV, en la escena Peter recurría a las "granadas pensantes" dentro del bar, pero al no haber ventanas aquella escena fue desechada y la colocaron en este episodio. La escena en la que Peter ve The Naughty Flapper Girl estuvo incluido en el borrador original.

## Referencias culturales

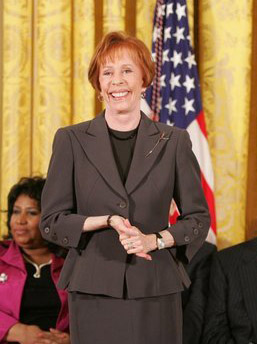
Carol Burnett apareció como limpiadora de la librería erótica de Quagmire